# Tetris
Tetris (em russo:  Тетрис) é um jogo eletrônico de quebra-cabeça criado por Alexey Pajitnov, lançado em 1985. Pajitnoy era engenheiro de informática no Centro de Computadores da Academia Russa das Ciências. Foi publicado por várias empresas para diversas plataformas, mais proeminentemente durante uma disputa sobre a apropriação dos direitos no final da década de 1980. Após um período significativo de publicação pela Nintendo, em 1996 os direitos foram revertidos para Pajitnov, que co-fundou a Tetris Company com Henk Rogers para gerenciar o licenciamento da série.
Tetris foi um dos primeiros itens de exportação de sucesso da União Soviética e um dos primeiros a ser visto como um tipo de vício. Atingiu um público alvo inédito na história dos videogames.
O jogo consiste em empilhar tetraminós que descem a tela de forma que completem linhas horizontais. Quando uma linha se forma, ela se desintegra, as camadas superiores descem, e o jogador ganha pontos. Quando a pilha de peças chega ao topo da tela, a partida se encerra.
Pajitnov percebeu o potencial do jogo por não conseguir parar de jogar antes mesmo de terminar o programa, bem como dois colegas de trabalho que ajudaram a finalizar o jogo e todos os colegas do centro de computação, que haviam recebido cópias em disquetes gravados pelo próprio Pajitnov. Para não ser acusado de viciar os pesquisadores num passatempo eletrônico, destruiu todos os discos ao fim do expediente. Entretanto, o jogo continuou sendo distribuído, de maneira informal, até chegar a pessoas interessadas em comercializá-lo.
A versão lançada para o Sega-Genesis (Mega Drive) é considerada uma das mais raras do console.
Construído sobre regras simples, o Tetris se estabeleceu como um dos grandes videogames iniciais. Em dezembro de 2011, Tetris vendeu 202 milhões de cópias - 
aproximadamente 70 milhões de unidades físicas e 132 milhões de downloads pagos de jogos para celular - tornando-se uma das franquias de videogame mais vendidas de todos os tempos, mas não tendo desenvolvedores fixos, pois os direitos reservados ao Tetris original foram comprados por Pajitnov, quando ele fundou a Tetris Company. A versão para Game Boy é um dos jogos mais vendidos de todos os tempos, com mais de 35 milhões de cópias vendidas. Tetris está disponível em mais de 65 plataformas, estabelecendo um recorde mundial do Guinness para o videogame mais adaptado. Tetris está enraizado na cultura popular e sua popularidade se estende além da esfera dos videogames; as imagens do jogo influenciaram a arquitetura, a música e o cosplay. O jogo também foi objeto de várias pesquisas que analisaram sua complexidade teórica e mostraram seu efeito no cérebro humano após uma sessão, em particular o efeito Tetris.

## História

Os sete tetraminós utilizados no jogo.

Alexey Pajitnov conheceu o quebra-cabeças Pentaminó e decidiu criar uma versão virtual dele para seu computador Electronica 60. Removeu um dos blocos do jogo e nomeou com o prefixo quatro em grego: Tetris.
Tetris começa a ganhar popularidade quando Vadim Gerasimov, um jovem de dezesseis anos que trabalhava na Academia, portou o jogo para o IBM PC. De lá foi distribuído gratuitamente na Hungria, onde é programado para Apple II e Commodore 64 por programadores húngaros. Essas versões chamam a atenção de Robert Stein, um leigo em computadores que não gostava de jogos eletrônicos, passou horas jogando Tetris e decidiu negociar os direitos do game para lançar por sua empresa, a inglesa Andromeda.
Antes de obter esses direitos, ele vendeu o conceito roubado para a empresa inglesa Mirrorsoft e sua subsidiária americana: Spectrum Holobyte, que editou uma versão para Atari ST e Sinclair ZX Spectrum. Tetris é comercializado na Europa e nos Estados Unidos em 1987 com a menção: "Feito nos Estados Unidos, criado no exterior". jogo foi editado para o público norte-americano por esta empresa, criando a trilha sonora, o slogan "From Russia With Love", retirado de um filme de 007, e as letras estilizadas como o alfabeto cirílico. A empresa então passou a negociar os direitos do jogo como se fosse criação sua. Em janeiro de 1988 a Mirrorsoft e a Spectrum Holobyte, de Robert Maxwell, lançaram a versão para computador do jogo na Europa e nos Estados Unidos, e sublicenciaram para Atari, Sega e diversas outras empresas.

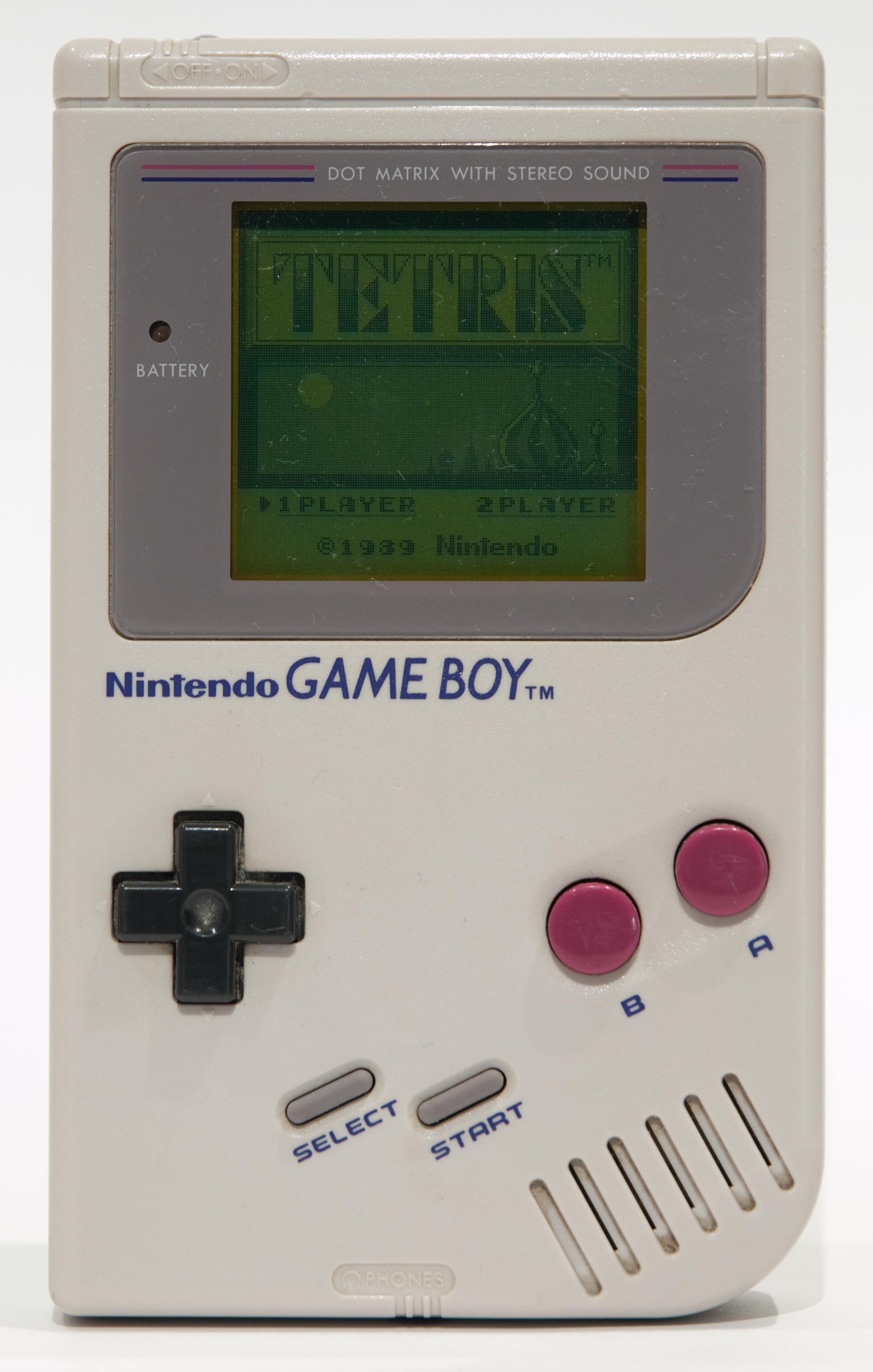
Versão de Tetris para o Game Boy lançada em 1989.

Quando Tetris se tornou um sucesso, foi criada a instituição soviética Electronorgtechnica, chefiada por Alexander Alexinko, que tinha por finalidade regular o comércio de itens de computação para fora da União Soviética. Esta instituição assume as negociações dos direitos de Tetris quando Evgeni Nikolaevich Belikov convoca Robert Stein para mais uma rodada de negociações em Moscou. O contrato criado pelos russos e aceito por Stein descrevia os aparelhos habilitados a utilizar o jogo como computadores pessoais apenas. Com este deslize, se inicia uma maratona judicial em junho de 1989 que questionava a natureza dos jogos eletrônicos.
Minoru Arakawa, presidente da Nintendo norte-americana, sabia que era preciso um jogo convincente para dar o impacto necessário ao lançamento do Game Boy, e decide que este seria Tetris. Negocia então uma comissão para poder comprar os direitos russos do jogo. Simultaneamente, Robert Maxwell enfrentava problemas devido ao contrato rescindido e chegou a falar com Mikhail Gorbachev para garantir a possibilidade de comercializar o jogo com sua empresa.
Belikov não cedeu, e chegou a fazer com todos os candidatos aos direitos do jogo ao mesmo tempo sem que soubessem, em salas separadas. Assim, quem ficou com os direitos foi a Nintendo.
Tetris tem sido historicamente um dos videogames com mais versões e é, junto com as Torres de Hanoi, o favorito para programadores de jogos novatos. Eles lutaram para roubar a ideia e licenciá-la para Atari e Nintendo, esta última finalmente conseguindo graças a Henk Rogers. Tetris foi o jogo companheiro de seu novo portátil Game Boy em sua estreia, popularizando o Tetris e o console em todo o mundo.
Em 1991, Alekséi Pázhitnov emigrou para os Estados Unidos e, cinco anos depois, em 1996 fundou sua própria empresa, a Tetris Company, junto com Henk Rogers e se apropriou dos direitos autorais.
Após o sucesso deste jogo, muitos outros tentaram imitá-lo. Jogos como Columns ou Collapse são exemplos que tentaram seguir na esteira deixada por Tetris, jogo que inaugurou um gênero dentro do cenário arcade. A Atari, por sua vez, como um "contra-ataque" por perder a licença para este videogame, lançou Klax, um jogo de habilidade e inteligência com um tema semelhante a Columns ou Puyo Puyo.
Dispositivos como o chinês Brick Game, popular no início dos anos 1990, muitas vezes tinham muitas variações do Tetris.
Existe uma versão gratuita muito popular na Internet chamada Tetrinet, que oferece uma versão multiplayer em arquitetura cliente-servidor, na qual duas a seis pessoas podem se enfrentar pela rede com a possibilidade de formar equipes. Foi criado em 1997 pela St0rmCat e atualmente existem clientes para sistemas operacionais Windows (o próprio TetriNET e Blocktrix, entre outros), GNU/Linux (GTetrinet) e Mac OS X (Tetrinet Aqua). A singularidade desta versão é que ela adiciona bônus especiais chamados em inglês de cookies que permitem que você altere o jogo de seus oponentes.

Há controvérsias sobre o direito autoral dentro da Rússia, teoricamente quem nasceu no período da União Soviética é livre para jogar Tetris como parte da antiga constituição soviética. Tetris é livremente distribuído na Rússia em cópias piratas e sem barreiras ou fiscalização. Há um consenso entre russos que o jogo pertence a Federação Russa e a Nintendo não intervém nesse processo.

## Recepção
O site IGN colocou Tetris na sua lista de dez mais influentes jogos de todos os tempos.

## Histórico
Em 1993, Tetris para Game Boy foi o primeiro game a ser jogado no espaço, na Estação Espacial MIR, onde o jogo e o console no qual ele era jogado ficaram 196 dias a bordo da estação e deram mais de 3 mil voltas ao redor da Terra.
Em 2014, um grupo de psicólogos da universidade de Plymouth, nos Estados Unidos, defende que o desejo de consumir alimentos calóricos, bebidas alcoólicas e cigarros diminui ao jogar Tetris. Segundo os investigadores, a montagem das peças do Tetris e a rapidez do jogo faz com que os jogadores não tenham tempo para pensar em comer, o mesmo acontecendo com outros vícios, como o álcool e o tabaco.

## Filmes
Tetris apareceu no curta-metragem de animação Pixels de 2010 e no filme de mesmo nome de 2015 inspirado no primeiro.
Em 2014, foi anunciado que a Threshold Entertainment havia se unido à Tetris Company para desenvolver Tetris - The Movie, uma adaptação cinematográfica do jogo. O CEO da Threshold descreveu o filme como uma aventura épica de ficção científica que seria a primeira parte de uma trilogia. Em 2016, fontes relataram um comunicado à imprensa afirmando que o filme seria rodado na China em 2017 com um orçamento de $ 80 milhões. No entanto, nenhuma fonte de 2017 ou posterior confirma que o filme realmente entrou em produção.
Um filme intitulado Tetris, sobre a batalha legal em torno do jogo no final dos anos 1980, foi anunciado em 2020. Lançado no Apple TV+ em março de 2023, foi um dos destaques mais recentes da plataforma nos dias subsequentes, com seu nome em alta nos rankings de streaming do IMDb e JustWatch. A cinebiografia narra a criação do popular puzzle game (jogo de quebra-cabeça) homônimo criado há quase 40 anos na antiga União Soviética. O enredo é protagonizado por Taron Egerton (Rocketman) e Nikita Efremov (A Good Man).

## A primeira pessoa a "zerar" o jogo
Will Gibson, um jovem americano de 13 anos de idade, se tornou a primeiro humano da história a "zerar" o jogo, após passar todos os níveis do jogo, feito que somente a Inteligência Artificial atingiu.